# 理查德·瓦格纳 (法官)
理查德·瓦格纳PC（法語：：法語發音：[vɑɡnɛːʁ]vahg-NAIR，1957年4月2日—），是加拿大法學家，現任加拿大首席大法官（第18任），魁北克上訴法院（2011年-2012年）和加拿大最高法院（2012年-2017年）。
2017年12月12日，加拿大總理賈斯汀·杜魯多任命瓦格納為貝弗利·麥克拉克林的繼任，擔任加拿大首席大法官。